# Felicity Abram
Felicity Abram (Brisbane, 16 agosto 1986) è una triatleta australiana.

## Carriera
Si è laureata campionessa del mondo di triathlon - categoria junior - ai mondiali di Queenstown in Nuova Zelanda.
Nel 2004 sfiora il podio ai campionati d'Oceania, arrivando a pochi secondi dalla connazionale Nicole Hackett. La gara è stata vinta dalla britannica Liz Blatchford davanti all'americana Barbara Lindquist. L'anno successivo a Sydney vince i campionati d'Oceania nella categoria under 23 davanti alle connazionali Nikki Egyed e Emma Moffatt.
Nel 2005 ottiene dei buoni piazzamenti in gare di coppa del mondo: 6° a Mooloolaba, 8° a Honolulu e 11° ad Amburgo. Nella gara élite dei mondiali di Gamagori si classifica al 6º posto dietro all'italiana Nadia Cortassa, complice una frazione natatoria non di primissimo livello.
La strada verso risultati importanti nell'élite si spiana con il successo nella gara di Ginevra del 2006, davanti all'idolo di casa - la svizzera Magali Di Marco - e all'italiana Beatrice Lanza. Ai successivi mondiali di Losanna vince la medaglia di bronzo con un tempo di 2:05:13, di poco distante da quello fatto registrare dalla campionessa uscente Emma Snowsill (2:04:02) e quello della portoghese Vanessa Fernandes (2:04:48). Nello stesso anno ai Giochi del Commonwealth di Melbourne, vinti sempre dalla connazionale EMma Snowsill, non va oltre un deludente 14º posto assoluto.

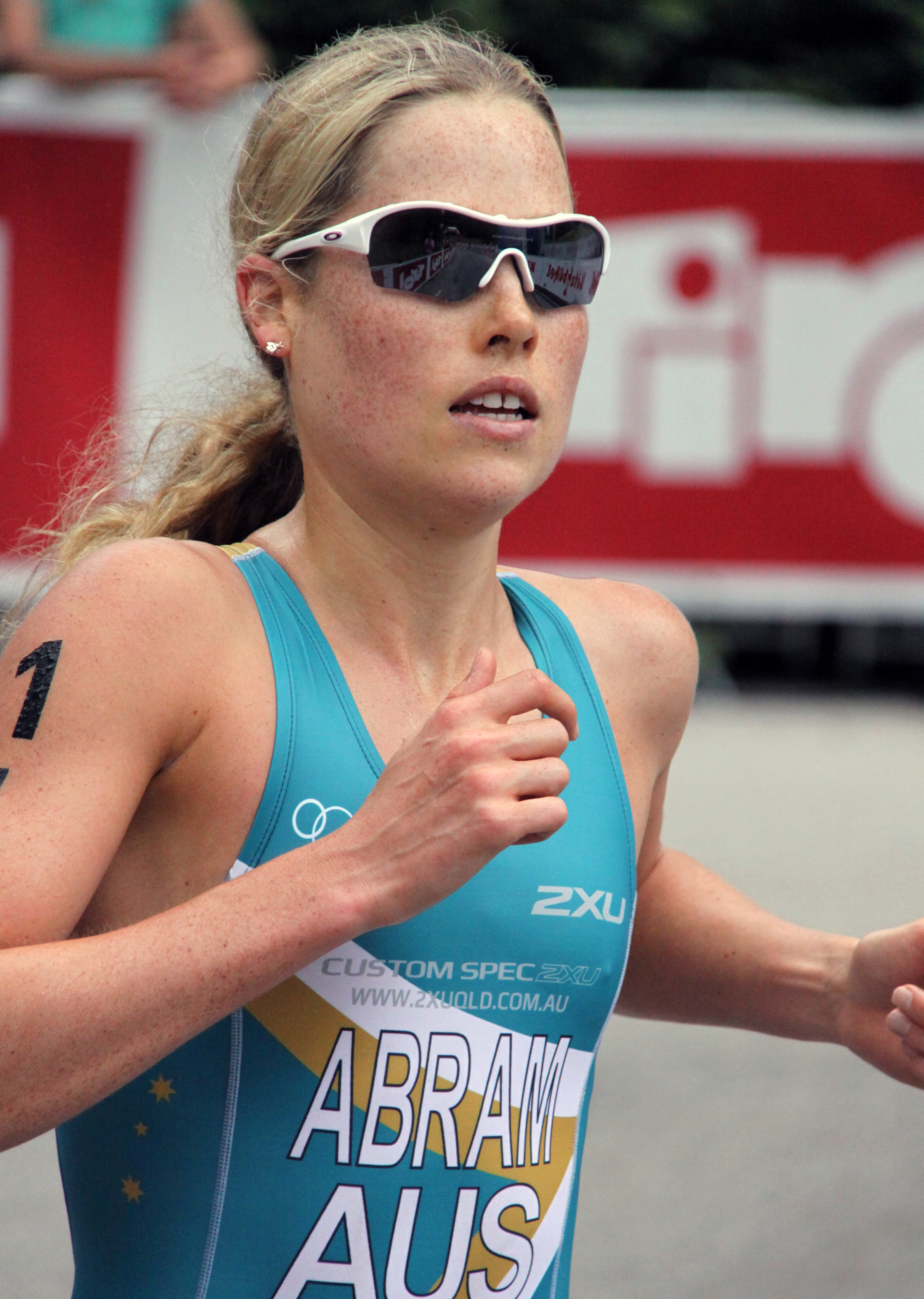
Felicity Abram nel 2010

Nel 2007 a parte un 6º posto ai campionati d'Oceania ed un 10º posto nella gara di coppa di Pechino non ottiene risultati degni di nota.
Il 2008 è per Felicity un anno intenso. Si classifica per ben quattro volte 2° assoluta: in particolare viene battuta dalla britannica Andrea Whitcombe a Tiszaujvaros, dalla tedesca Ricarda Lisk ad Amburgo, dalla canadese Carolyn Murray a Richards Bay e dalla connazionale Emma Moffatt a Gold Coast. A queste va aggiunto il 3º posto assoluto conseguito a New Plymouth. Ai mondiali di Vancouver sfiora il podio di qualche secondo, nonostante si classifichi al 6º posto assoluto. Con il tempo di 2:03:35 arriva, infatti a 3" dalla neozelandese Samantha Warriner (bronzo).
Nel 2010 alle gare della serie di coppa del mondo ottiene un 10º posto ad Amburgo, un 11° a Sydney, un 15° a Kitzbühel, per poi scendere a un 23º posto a Londra e a un 27° a Seul.
Alla prima rassegna iridata su distanza sprint, svoltasi a Losanna, arriva 5º assoluta con un tempo di 59':16".

## Titoli
- Campionessa del mondo di triathlon (Junior) - 2003